# Orion Ensemble
Het Orion Ensemble is een Nederlands ensemble voor kamermuziek opgericht in 2000.
Het ensemble heeft een vaste kern van drie musici (een pianotrio), die bestaat uit Pauline Terlouw (viool), Carla Schrijner (cello) en Leonard Leutscher (piano) (1951-2016). Het ensemble is flexibel: de bezetting varieert naargelang het programma dat wordt uitgevoerd.
De programmering beperkt zich niet tot het traditionele repertoire voor pianotrio maar wordt vaak rond een bepaald thema opgesteld. De muziek wordt daarbij toegelicht door Leonard Leutscher. Zo waren er programma's rond Astor Piazzolla of het werk van Gustav en Alma Mahler. Verder treedt het ensemble op met zogenaamde literaire concerten met medewerking van Jan Terlouw. Deze literaire concerten verbinden muziek en tekst. In 2008 was het ensemble finalist en prijswinnaar van het International Jewish Music Festival te Amsterdam.

## Naam
Het ensemble ontleent zijn naam aan de mythische figuur en het sterrenbeeld Orion. Het sterrenbeeld bestaat uit zeven zichtbare sterren: een gordel van drie sterren met vier sterren eromheen. Om Orion heen bevindt zich de Orionnevel. De gordel staat symbool voor de drie gelijkwaardige instrumenten in het pianotrio: piano, viool en cello. Het kleurenpalet van de Orionnevel symboliseert de diversiteit aan klankkleur van het ensemble.
Verder staat Orion voor een figuur uit de Griekse mythologie, een hartenveroveraar waarvoor Griekse godinnen vielen. Een van hen veranderde hem in het sterrenbeeld. Zo kon hij voor eeuwig schitteren. Het Orion Ensemble ziet hier een parallel: ook muziek – hoe ongrijpbaar en vergankelijk ook – lijkt eeuwigheidswaarde te hebben. Het ensemble zegt zich te laten inspireren door de schoonheid en de kracht van de figuur Orion, en door de liefde die hij wist op te wekken.